# Camponotus vitiensis
Camponotus vitiensis é uma espécie de inseto do gênero Camponotus, pertencente à família Formicidae.